# Ana Maria Zahariade
Ana Maria Zahariade (n. 15 de noviembre de 1949) es una arquitecta, pedagoga, historiadora y teórica de arquitectura rumana, galardonada con el Premio Herder en 2003.

## Trayectoria
Diplomada en arquitectura en 1973 y doctorada en 1991 por la Universidad de Arquitectura y Urbanismo Ion Mincu, Zahariade es profesora de Teoría de la Arquitectura y directora de tesis doctorales en la misma universidad. A partir de 1989, tuvo un papel clave en la modernización de la enseñanza de la arquitectura en Rumania. Su trabajo investigador, con la ayuda de becas nacionales e internacionales, se ha centrado en el modernismo en Rumanía y en la Europa del Este, la arquitectura rumana antes y después de la caída del régimen comunista, la vivienda y otros conceptos estéticos de teoría de la arquitectura.
Ha publicado numerosos artículos en revistas sobre arquitectura y en volúmenes colectivos tanto a nivel nacional como internacional. Es autora, coautora y coordinadora de un número considerable de libros de arquitectura, entre los que destaca la edición bilingüe Symptoms of Transition (Arhitext Design, 2009). Ha formado parte de distintos equipos de comisarios, jurados y comités de diversas instituciones arquitectónicas como la Bienal de Arquitectura de Bucarest y ha sido miembro del comité de expertos del Premio Europeo del Espacio Público Urbano desde 2010.